# مطار كينيث كاوندا الدولي
مطار كينيث كاوندا الدولي (إياتا: LUN، إيكاو: FLKK) هو مطار دولي يخدم مدينة لوساكا عاصمة زامبيا، كان يسمى سابقاً  بمطار لوساكا الدولي ليتم تغيير إسمه في عام 2011 نسبة لأول رئيس لزامبيا كينيث كاوندا. للمطار طاقة استعابية تبلغ مليوني مسافر في السنة، ويبعد حوالي 26 كلم عن وسط مدينة لوساكا.

## شركات الطيران والوجهات
الركاب
| شركـات طيـران             | الوجهات |
| ------------------------- | --- |
| الخطوط الجوية التنزانية   | مطار جوليوس نيريري |
| إير لينك                  | مطار أوليفر ريجنالد تامبو |
| طيران الإمارات            | مطار دبي الدولي1 |
| الخطوط الجوية الإثيوبية   | مطار أديس أبابا بولي الدولي |
| الخطوط الجوية الكينية     | مطار روبرت غابريل موجابي الدولي، مطار جومو كينياتا الدولي                                                                                               |
| الخطوط الجوية الموزمبيقية | مطار روبرت غابريل موجابي الدولي، مطار مابوتو الدولي (تبدأ في 30 يونيو 2023)                                                                             |
| Mahogany Air              | Chipata، Livingstone، Mfuwe، Ndola، Solwezi |
| Malawi Airlines           | مطار روبرت غابريل موجابي الدولي، مطار ليلونغوي الدولي                                                                                                   |
| Proflight Zambia          | مطار كيب تاون (تبدأ في 1 يوليو 2023)، مطار الملك شاكا الدولي، Jeki، مطار أوليفر ريجنالد تامبو، مطار ليلونغوي الدولي، Livingstone، Mfuwe، Ndola، Solwezi |
| الخطوط الجوية القطرية     | مطار حمد الدولي1 |
| Royal Zambian Airlines    | مطار أوليفر ريجنالد تامبو |
| الخطوط الجوية الرواندية   | مطار أوليفر ريجنالد تامبو، مطار كيغالي الدولي |
| خطوط جنوب إفريقيا الجوية  | مطار أوليفر ريجنالد تامبو |
| الخطوط الجوية التركية     | مطار إسطنبول الدولي3 |
| Zambia Airways            | مطار روبرت غابريل موجابي الدولي، مطار أوليفر ريجنالد تامبو، Livingstone، Ndola                                                                          |

ملاحظات
- 1تتوقف الرحلة في هراري. ولكن الناقل لا يملك الحق في نقل الركاب بين هراري ولوكاسا.
- 2تتوقف الرحلة في هراري. ولكن الناقل لا يملك الحق في نقل الركاب بين هراري ولوكاسا.
- 3 تتوقف الرحلة في دار السلام. ولكن الناقل لا يملك الحق في نقل الركاب بين دار السلام ولوكاسا.

### الشحن
| شركـات طيـران         | الوجهات                  |
| --------------------- | ------------------------ |
| Martinair             | مطار سخيبول أمستردام     |
| الخطوط الجوية الكينية | مطار جومو كينياتا الدولي |
| Astral Aviation       | مطار جومو كينياتا الدولي |
| Magma Aviation        | مطار لييج                |